# Małpi proces

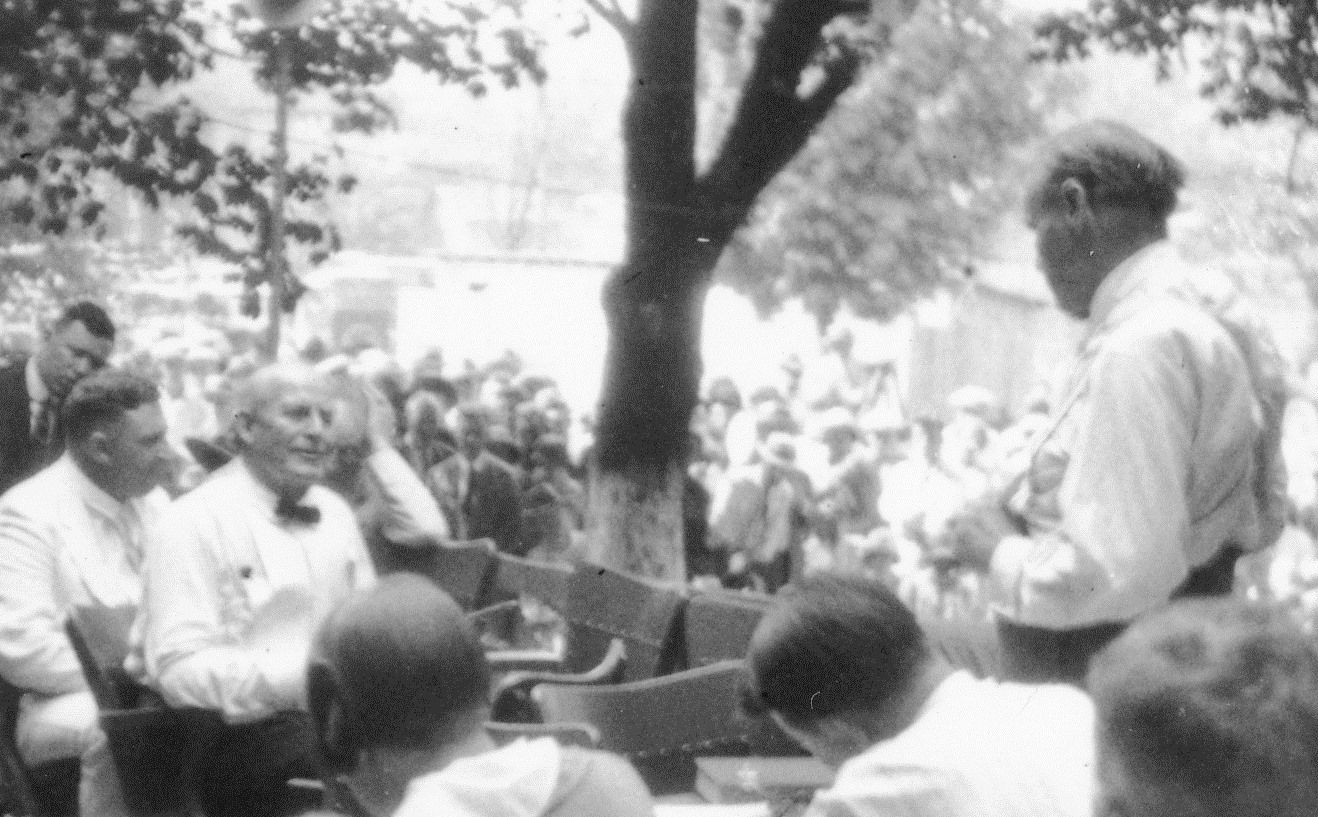
Małpi proces

Małpi proces – popularna nazwa procesu, który odbył się w 1925 w Dayton w hrabstwie Rhea w stanie Tennessee, dotyczącego nauczania teorii ewolucji w szkołach w USA.

## Tło
Do małpiego procesu doszło na skutek zderzenia rozwijającego się ewolucjonizmu z amerykańskim fundamentalizmem.
Teoria ewolucji Darwina opublikowana została w 1859. Już 5 lat później w Ameryce pojawiły się prace protestanckiej pisarki Ellen G. White sprzeczne z naukowym opisem powstania świata. Jednak reakcja na powstanie poglądów Darwina była umiarkowana. Zwolenników literalnego odczytywania Biblii wzburzyła dopiero książka Straussa Das Leben Jesu, podejmujące próbę demitologizacji postaci Jezusa Chrystusa. Taki sposób uprawiania teologii uznano za zagrożenie. Kościoły protestanckie USA podjęły próbę określenia fundamentalnych prawd wiary chrześcijańskiej (wydanie The Fundamentals, od którego wzięła się nazwa fundamentalizm) i walki z modernizmem. Objęła ona również parlamenty stanowe. Kilka z nich wydało zakazy nauczania w szkołach treści sprzecznych z opisanym w Biblii stworzeniem człowieka przez Boga.

## Proces
Proces był zamierzonym działaniem Amerykańskiej Unii Swobód Obywatelskich (American Civil Liberties Union, ACLU), która chciała obalić świeżo ustanowione prawo w stanie Tennessee (a także w innych stanach USA) zabraniające nauczania darwinizmu, jako niezgodne z Konstytucją USA. ACLU powstała w czasie I wojny światowej, by służyć prawną pomocą ludziom odmawiającym służby wojskowej na podstawie przekonań religijnych bądź moralnych. Po wojnie rozszerzyła jednak pole zainteresowań na wszelkie przypadki naruszania obywatelskich praw jednostki oraz wolności sumienia i przekonań.
Oskarżonym był wówczas nauczyciel John Scopes, który przedstawiał na lekcjach teorię ewolucji. Jego obrońcą został Clarence Darrow. Stan Tennessee reprezentował natomiast były sekretarz stanu William Bryan.
Darrow znalazł ekspertów, którzy wykazali, że wykładany przez Scopesa pogląd stanowi teorię naukową. Sąd oddalił taki dowód, uzasadniając, że w procesie nie chodzi o to, czy teoria ewolucji jest prawdziwa, czy też nie, ale o to, czy oskarżony złamał prawo, ucząc zakazanej przez prawo teorii, czy też nie. Obrońca zderzył się następnie z Bryanem, któremu wykazał nieznajomość podstaw tematyki biblijnej. Nie doprowadziło to jednak do wygranej i sąd nakazał Scopesowi uiszczenie grzywny w wysokości 100$. Natomiast Bryan zmarł tydzień po swej wygranej.
Z takiego wyroku zadowolona była jednak strona oskarżona. Wyrok dawał możliwość odwołania się do Sądu Najwyższego, co też planowano uczynić, licząc na rozgłos. Jednakże sąd stanowy drugiej instancji znalazł nieprawidłowości formalne w procesie pierwszej instancji i uchylił wyrok, przekreślając tym samym możliwości odwołania się.

## Skutki
Nieukaranie Scopesa nie doprowadziło do liberalizacji prawa. Kolejne stany zakazywały nauczania niezgodnego z poglądami fundamentalistów. Tymczasem rola teorii ewolucji w biologii rosła. Wraz z genetyką zaczynała stanowić pewien trzon nauk o życiu, bez którego biologia w ogóle nie była już możliwa. W atmosferze zimnej wojny zwracano większą uwagę na jakość nauczania, w tym nauczania biologii. Dochodziło do kolejnych konfliktów i kolejnych procesów, jak choćby Epperson v. Arkansas.